# Кафедральний собор святого Вінсента (Туніс)
36°48′00″ пн. ш. 10°10′44″ сх. д. / 36.8° пн. ш. 10.178889° сх. д.
Туніський кафедральний собор святого Вінсента — римо-католицький кафедральний собор у місті Туніс (Туніс).
Собор названий на честь Святого Вінсента де Пола (Vincent de Paul, *1581-†1660), священика, який був проданий берберами у рабство в Тунісі, а після звільнення через декілька років, багато зробив для католицької церкви а галузі просвітництва. Канонізований Папою Римським Бенедиктом XIII у 1737 році.
Собор побудований у 1882 році з застосуванням суміші архітектурних стилів —мавританського, готичного та візатійського.
Розташований собор у центрі міста Туніс на площі Незалежності.

## Галерея

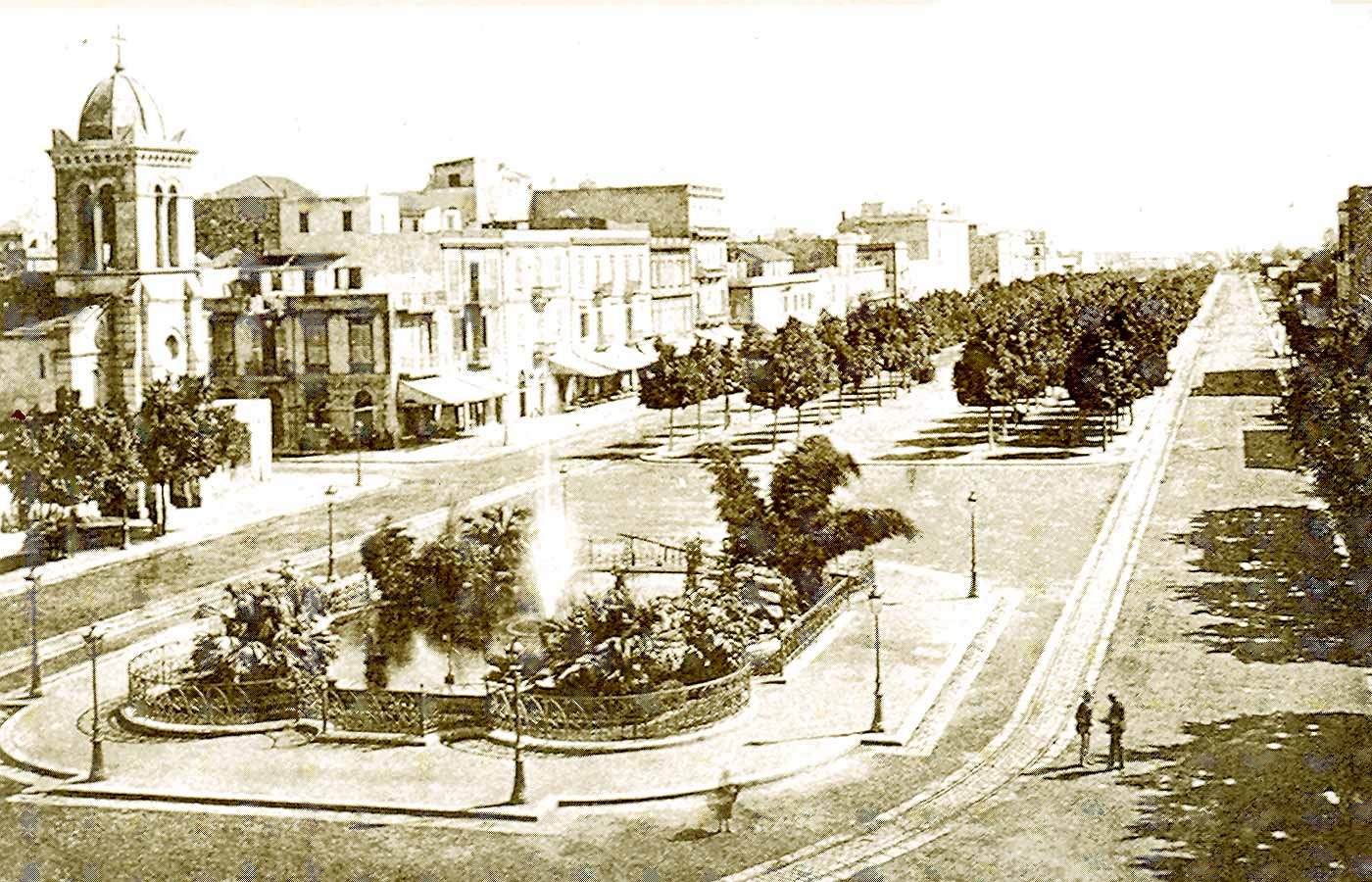
Світлина собору (1885)
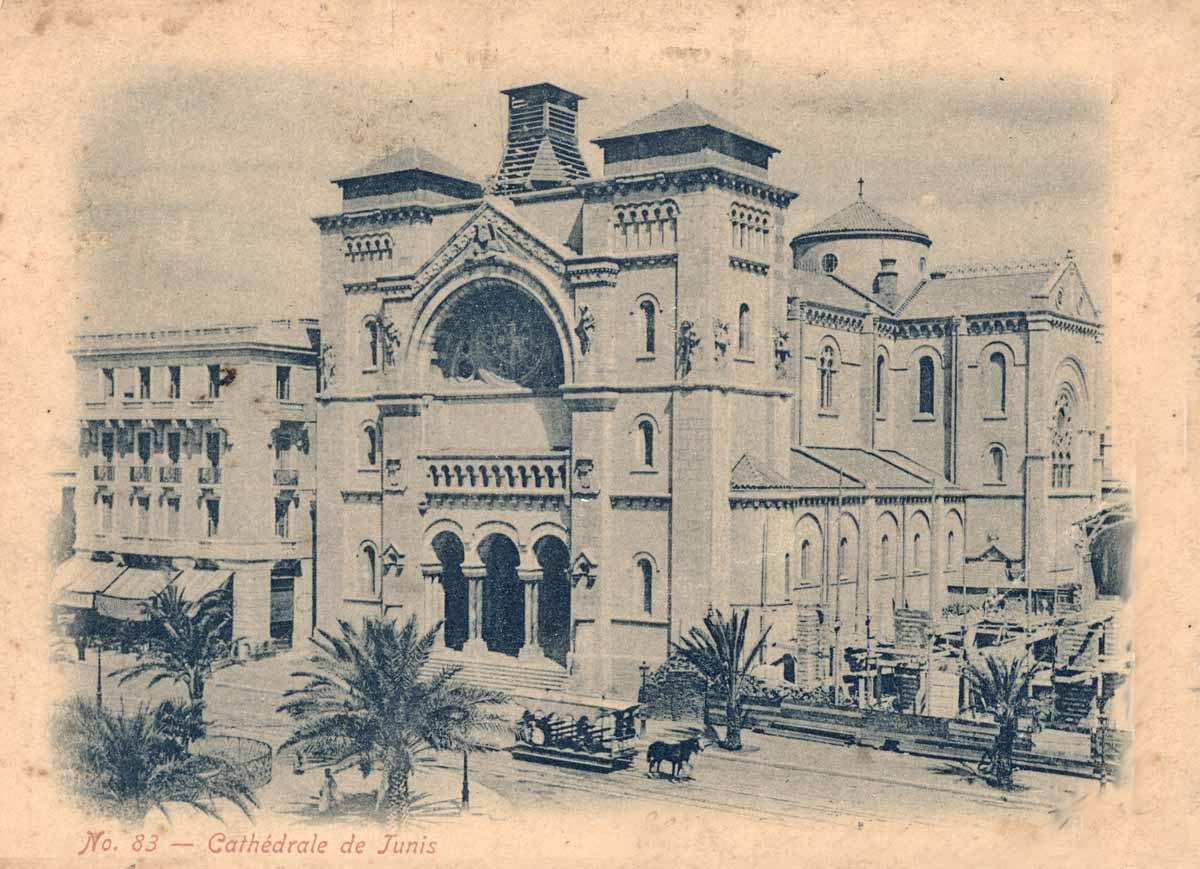
Собор у 1899 році
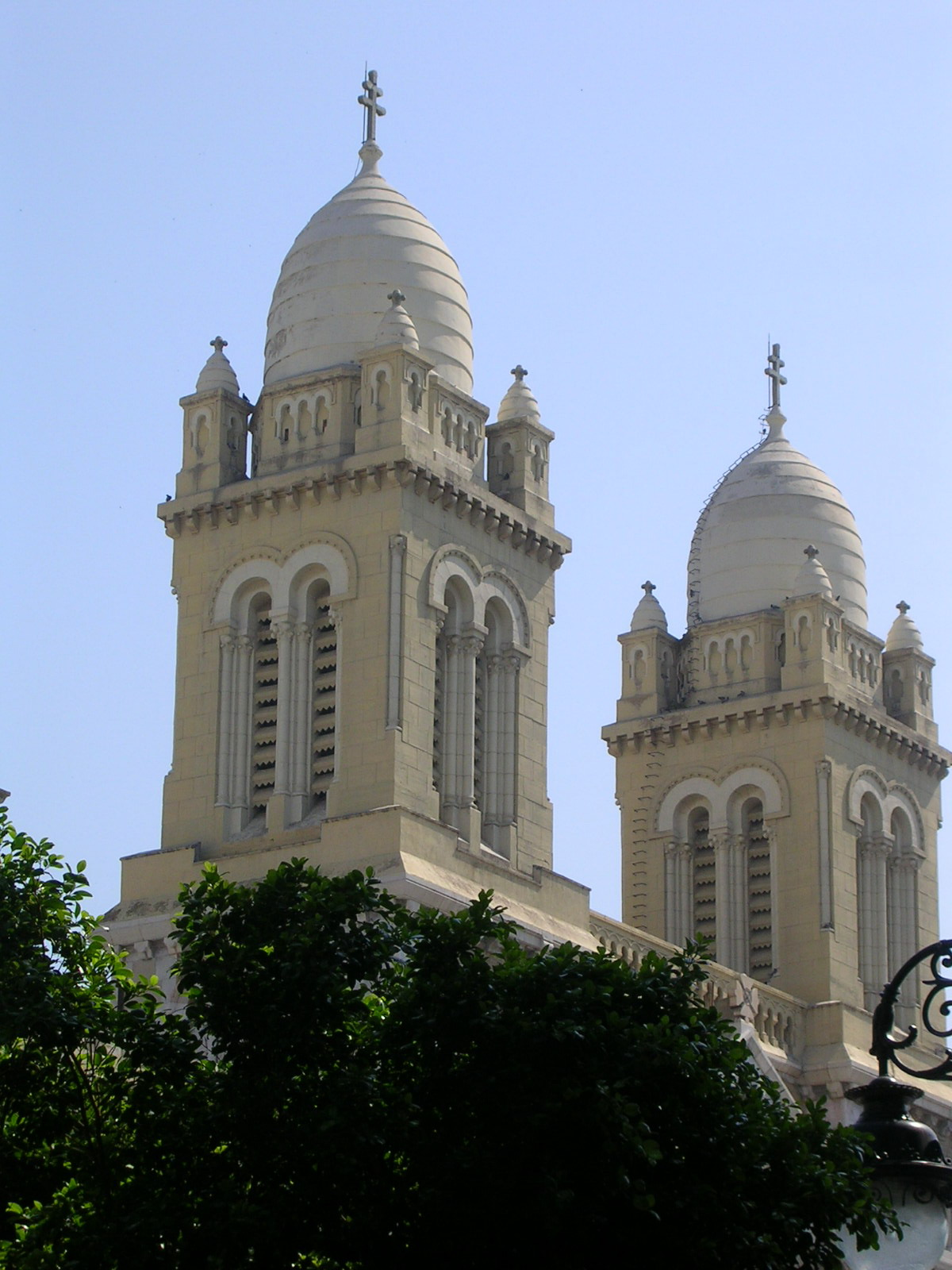
Кафедральні башти
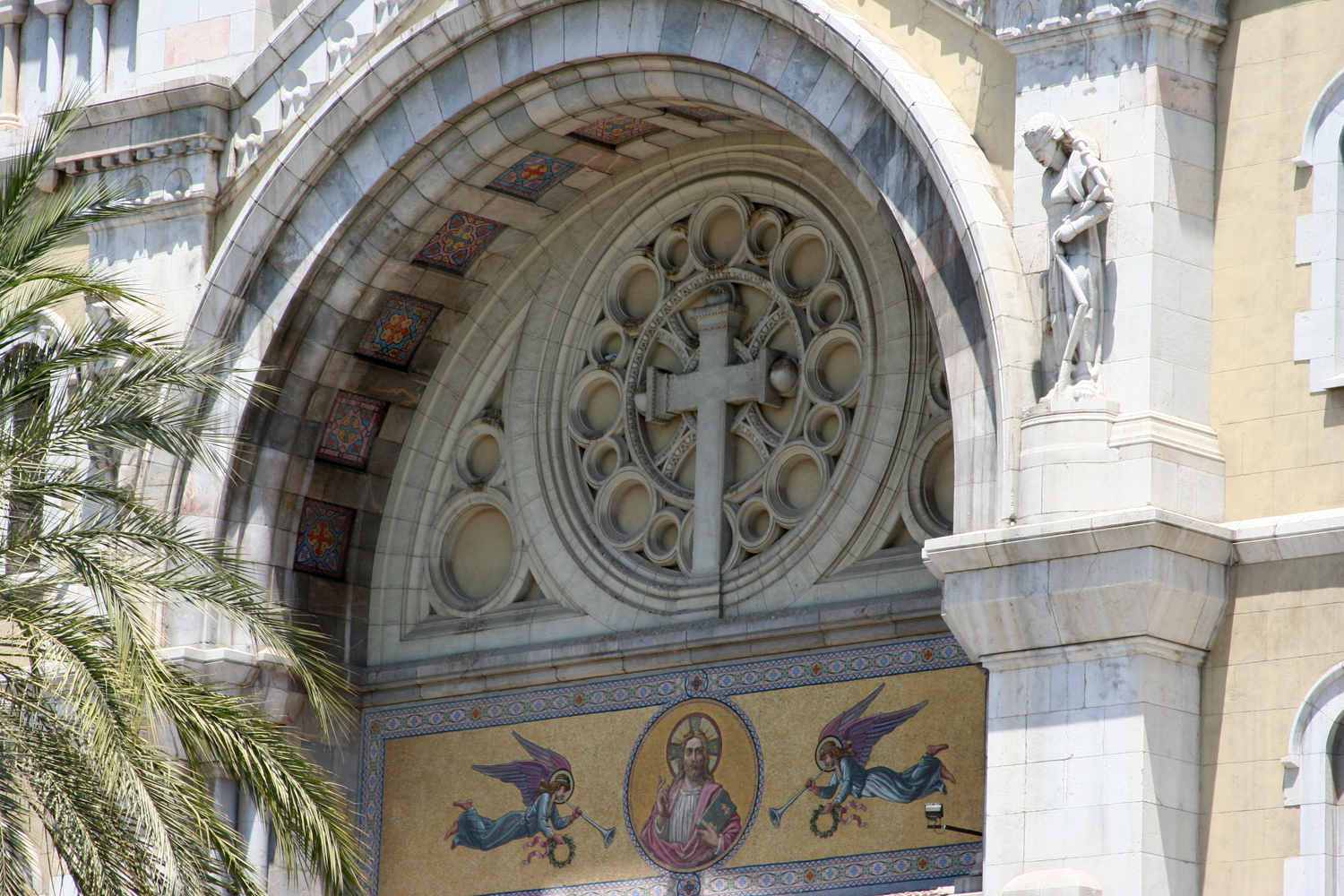
Деталі порталу